# ニュートン・ヘンリー・メイソン
ニュートン・ヘンリー・メイソン（英語: Newton Henry Mason 1918年12月24日 - 1942年5月8日）は、アメリカ海軍の軍人。最終階級は海軍少尉（Ensign）。

## 略歴
ニューヨーク生まれ。1940年11月7日、アメリカ海軍予備役に上等水兵として登録、翌年1941年2月10日に航空学生（航空士官候補生、Aviation Cadet）に任じられる。同年9月、F4Fワイルドキャット戦闘機のパイロットとして、空母サラトガ所属の第3戦闘飛行隊に配属された。1942年1月、サラトガは日本海軍の伊号第六潜水艦（艦長：稲葉通宗少佐）に雷撃され修理作業に入ったため、以降第3飛行隊はオアフ島のエワ海兵隊航空基地に駐留した。
のちに第2戦闘飛行隊に転属したメイソン少尉は、1942年5月8日に最初で最期の実戦に参加。この珊瑚海海戦で日本軍機との戦闘中に行方不明となった。日本海軍の軽空母祥鳳所属の零式艦上戦闘機に撃墜されたとみられている。
戦闘技能と勇敢さに対して殊勲飛行十字章が死後贈られた。

## 関連
エヴァーツ級護衛駆逐艦のメイソン (DE-529)の名前はメイソン少尉にちなむ。またアーレイ・バーク級ミサイル駆逐艦の37番艦・メイソン (DDG-87)の名も、海軍長官を務めた政治家ジョン・ヤング・メイソンとメイソン少尉に由来する
。